# Frontera entre Croàcia i Montenegro
La frontera entre Croàcia i Montenegro es la frontera internacional terrestre entre Croàcia, estat integrat a la Unió Europea des de l'1 de juliol de 2013, i Montenegro. És una de les fronteres exteriors de la Unió Europea.

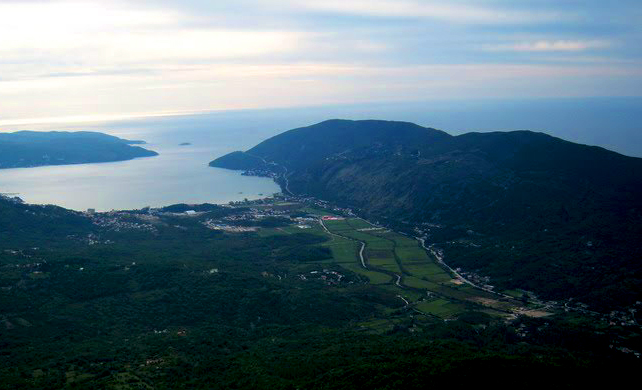
Igalo i Sutorina a Montenegro

## Traçat
La frontera comença al nord amb el trifini que es forma amb les fronteres entre Bòsnia i Hercegovina, Montenegro i Croàcia. Després s'uneix al sud amb les boques de Kotor, que culmina a 1089 metres i passa per la vall de Sutorina.

## Pas de la frontera
La ruta principal d'un país a un altre porta a la vall de Sutorina que uneix les dues ciutats turístiques de Cavtat a Croàcia i Herceg Novi a Montenegro, és un eix de comunicació estratègica per al desenvolupament turístic dels dos països en què se situen d'una banda Dubrovnik i de l'altra Kotor. L'únic punt de referència és una carretera costanera al final de les boques de Kotor

## Conflicte fronterer
El territori fronterer a la Península de Prevlaka controlant l'accés de les boques de Kotor va ser ocupat per Iugoslàvia des del principi del conflicte contra la recentment independitzada Croàcia el 1991. Els presidents croat i iugoslau, Franjo Tudjman i Dobrica Ćosić van acceptar el 30 de setembre de 1992 una declaració conjunta a Ginebra per desmilitaritzar l'àrea. Com a resultat, el Consell de Seguretat de l'ONU va emetre la Resolució 779 encarregant d'aquesta missió a una força d'UNPROFOR, que va ser reemplaçada per la Missió d'Observadors de les Nacions Unides a Prevlaka (UNMOP). L'any 2002 es va arribar a un acord definitiu i la presència de l'ONU va acabar el 15 de desembre d'aquell any, des d'aleshores la península va tornar a domini croat.